# نوری (هامون)
نوری، روستایی در دهستان محمدآباد بخش مرکزی شهرستان هامون در استان سیستان و بلوچستان ایران است.

## جمعیت
بر پایه سرشماری عمومی نفوس و مسکن در سال ۱۳۹۵، جمعیت این روستا برابر با ۳۲ نفر (۹ خانوار) بوده است.